# 孤立点

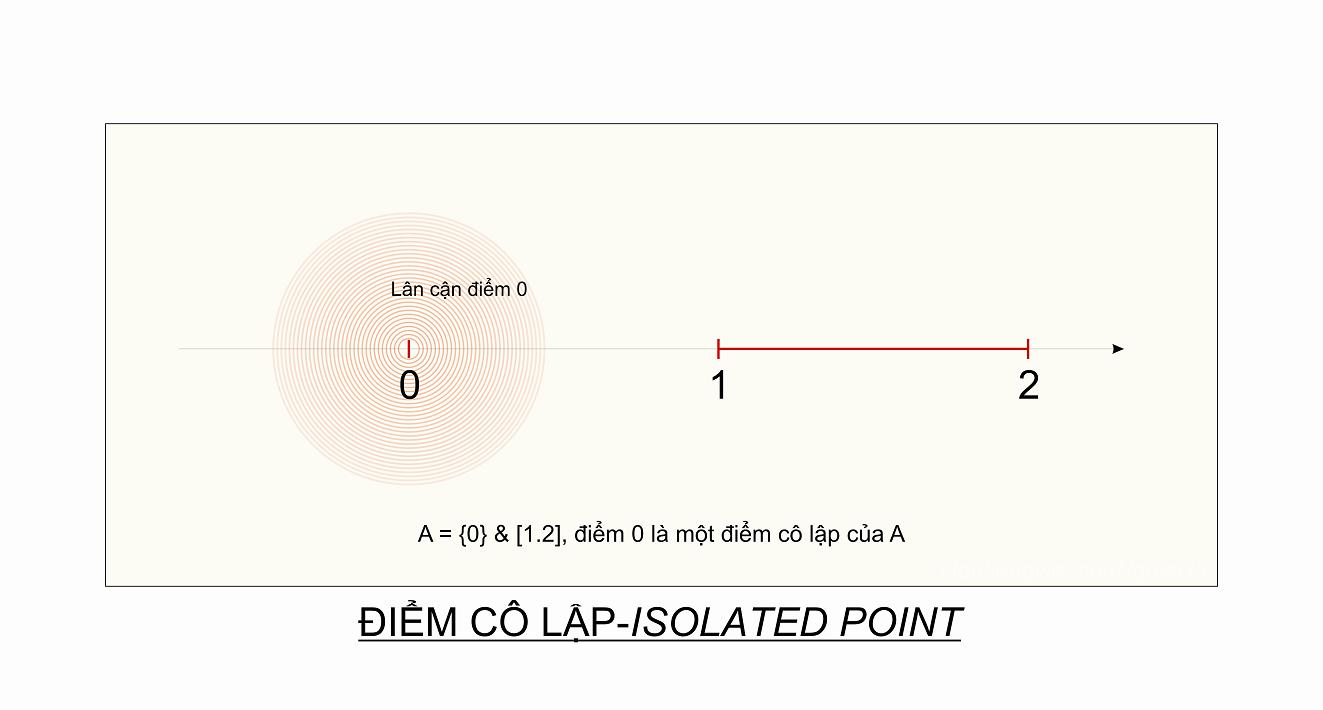
"0" は集合 A = ∪ [1,2] の孤立点である。

位相空間論において、位相空間 X の点 x が X の部分集合 S の孤立点（こりつてん、英: isolated point）であるとは、x が S に属し、かつ、x の近傍であって x 以外の S の点がひとつも含まれないようなものが存在することをいう。
特に X がユークリッド空間（あるいはもっと一般の距離空間）の場合に即して言えば、x が S の孤立点であるとは、x を中心とする開球体のうち x 以外の S の点を含まないものが存在するということを意味する。
別な言葉で言えば、点 x ∈ S が S において孤立するための必要十分な条件は、x が S の集積点とはならないことである。
孤立点のみから成る集合を離散集合 (discrete set) という。ユークリッド空間における離散部分集合は可算である（これは有理数全体のなす集合 Q が実数全体のなす集合 R において稠密であるという事実に基づけば、ユークリッド空間における部分集合の各点を孤立させるというのは、有理数を座標に持つ点（有理点）からなる集合に一対一に写すという意味になるためである）。一方、可算だが離散的でない集合が存在しうる（例えば有理数全体の集合 Q に差の絶対値を距離函数とした距離空間）。離散空間も参照。
孤立点を持たない集合は自己稠密であるという。孤立点を持たない閉集合を完全集合という。
「孤立点の数」というのは位相的性質（位相不変量）の一種である。すなわち、位相空間 X と Y が互いに同相ならば、それらの持つ孤立点の数は必ず等しい。

## 例
以下に示す位相空間は実数直線 R1 の部分位相空間と見なす。
- 集合 S = {0} ∪ [1,2] において、0 は孤立点である。
- 集合 S = {0} ∪ {1, 1/2, 1/3, …} において、点 1⁄k は孤立点だが、0 以外で 0 にいくらでも近い点が S の中に存在するため、0 は孤立点ではない。
- 自然数の集合 N = {0, 1, 2, …} は離散集合である。
- モースの補題はある種の函数の非退化臨界点が孤立することを述べる。

## 直観に反する例
実数直線内の開区間 (0, 1) に属する点 x であって、その二進小数展開の各位の数 (digit) xi が以下のような条件をすべて満足するもの全体の成す集合を F とする。 
- xi = 0 または xi = 1 の何れかが成り立つ。
- xi = 1 となる添字 i は有限個しかない。
- m が xm = 1 なる最大の添字ならば xm−1 = 0 が成り立つ。
- xi = 1 かつ i < m ならば xi−1 = 1 または xi+1 = 1 が二者択一で成り立つ。

これは感覚的に言えば、x の二進小数展開の各位の数で 1 に等しいものはどれも連続した 1 の対で現れるが、最後の一つは孤立するということである。
さて F は全く孤立点のみからなる陽に表された集合である一方で、F はその閉包が非可算集合になるという直観に反する性質を持つ。
同様の性質を持つ集合 F の別な例は、単位閉区間 [0, 1] 内のカントール集合の補集合において、その各連結成分から一点（例えば中央点）を選び出すことでも与えられる。この集合の各点は孤立するが、F の閉包は F とカントール集合との合併であり、可算でない。

## 注
1. ↑  Gomez-Ramirez 2007, p.146-147
2. ↑  Gomez-Ramirez 2007, p. 146